# Bronchite chronique
La bronchite chronique est une inflammation des bronches, qui se définit par une toux productive (avec crachats) tous les matins pendant au moins trois mois de suite dans l’année et au moins deux années consécutives, sans autre cause identifiée.

## Causes ou facteurs de risque
- Tabac
- Pollution
- Allergies
- Pneumopathies répétées

- Climat humide

## Diagnostic
Essoufflements fréquents et rapides lors d'efforts, voire impossibilité de faire des efforts.
Un pneumologue peut disposer de différents tests :
- marche de six minutes le plus rapidement pour voir le taux de désaturation (taux oxygène dans le sang) ;
- EFR ;
- radiographies des poumons (voire scanner et IRM) ;
- test VO2max : effort sur vélo avec diagnostic rythme cardiaque, taux d'oxygène dans le sang, essoufflement, jusqu'à quelle intensité d'effort…
- Gazométrie artérielle : prise de sang au niveau de l'artère radiale d'un des poignets pour connaître taux d'oxygène du sang.

## Traitements
Arrêt définitif du tabac comme première mesure efficace.
Reprise d'une alimentation équilibrée et d'une activité physique régulière dans le cadre de la réadaptation respiratoire.

## Suivi des patients
Encouragements à répéter l'intérêt d'une hygiène de vie en associant une alimentation équilibrée, activité physique adaptée et régulière et surtout l'évitement des situations à risque de reprise du tabac (pas de présence dans les lieux enfumés, etc.).
Demande de conseils, voire de soutien auprès du médecin de famille.